# 18-та група армій (Велика Британія)
18-та група армій (англ. 18th Army Group) — оперативно-стратегічне об'єднання британської армії за часів Другої світової війни, що діяла у Південно-Східній Азії на Тихоокеанському театрі війни. Група армій була створена під командуванням генерала Александера Гаролда для координації дій 8-ї британської армії, яка наступала на Туніс зі сходу, та 1-ї британської армії, що наступала із заходу після висадки морського десанту за планом операції «Смолоскип».

## Історія формування
18-та група армій була сформована 20 лютого 1943 року шляхом об'єднання двох британських армій і підпорядковувалася американському генералу Дуайту Д. Ейзенхауеру, головнокомандувачу штабу союзних сил (AFHQ). Першим та єдиним командувачем групи армій був генерал сер Гарольд Александер.
Основними її формуваннями були британські 8-ма армія під командуванням лейтенант-генерала Бернарда Монтгомері та 1-ша армія під командуванням лейтенант-генерала Кеннета Андерсона. До складу 8-ї армії входили три британські армійські корпуси, які містили різні сили з Британської імперії: Х (лейтенант-генерал Браян Хоррокс, а з квітня 1943 року лейтенант-генерал Бернард Фрейберг), ХІІІ (лейтенант-генерал Сідні Кіркман) та ХХХ корпуси (лейтенант-генерал Олівер Ліз). Вони воювали практично на всьому північноафриканському узбережжі східніше Тунісу після перемоги у Другій битві при Ель-Аламейні в листопаді 1942 року.
1-ша армія мала чотири корпуси під своїм командуванням: британські V (лейтенант-генерал Чарльз Олфрі) та IX корпуси (лейтенант-генерал Джон Крокер, а з 29 квітня 1943 року лейтенант-генерал Браян Хоррокс), американський II корпус (генерал-майор Ллойд Фредендалль, з 5 березня 1943 — генерал-майор Джордж Сміт Паттон) та французький XIX корпус (корпусний генерал Луї Кьольц). 1-ша армія об'єднувала усі сили союзників, що висадилися в Марокко та Алжирі в листопаді 1942 року під час першої з найбільших значних морських десантних операцій у роки війни — операції «Смолоскип».
15 травня 1943 року після розгрому групи армій «Африка» на півночі Тунісу та захоплення в полон близько 250 000 італійських та німецьких військових, 18-та група армій була розформована.